# Notturno (Schoeck)
Notturno (5 Sätze für tiefe Stimme und Streichquartett) ist ein Liederzyklus für tiefe Stimme (meistens Bariton) und Streichquartett des Schweizer Komponisten Othmar Schoeck (1886–1957). Das Notturno wurde zwischen 1931 und 1933 komponiert und als Schoecks Op. 47 publiziert.
Das Notturno besteht aus neun Gedichten des österreichischen Dichters Nikolaus Lenau (1802–1850) sowie  einem des Schweizer Dichters Gottfried Keller (1819–1890). Es besteht aus 14 Teilen. Die 5 Sätze beziehen sich auf die 5 Gedichte (4 von Lenau und 1 von Keller), die jeweils durch reine Zwischenspiele der vier Streicher voneinander getrennt sind.
- „Sieh dort den Berg mit seinem Wiesenhange“ (Lenau)
- „Sieh hier den Bach, anbei die Waldesrose“ (Lenau)
- Andante appassionato (Streichquartett solo)
- „Die dunklen Wolken hingen“ (Lenau)
- „Sahst du ein Glück vorübergehn“ (Lenau)
- Presto (Streichquartett solo)
- „Der Traum war so wild“ (Lenau)
- „Es weht der Wind so kühl“ (Lenau)
- „Rings ein Verstummen, ein Entfärben“ (Lenau)
- „Ach, wer möchte einsam trinken“ (Lenau)
- Allegretto (Streichquartett solo)
- „O Einsamkeit! wie trink' ich gerne“ (Lenau)
- Allegretto tranquillo (Streichquartett solo)
- „Heerwagen, mächtig Sternbild der Germanen“ (Keller)

Stilistisch weist der Zyklus einen spätromantischen, dunklen, chromatischen und expressionistischen Charakter auf. Er ist in fünf Teile gegliedert: Ruhig, eine Naturszene, Sinnieren über den Tod der Liebe; Presto, ein Albtraum; Unruhig bewegt, Erinnerungen an einen toten Freund; Ruhig und leise, Vögel und die Natur erinnern den Dichter an den Tod eines Freundes; Rasch und kräftig, quasi recit., der Dichter sucht die Einsamkeit auf, betrachtet die Sterne und bittet um Frieden.
Schoecks Biograph Chris Walton schreibt, Alban Berg habe für das Notturno lobende Worte gefunden. Das Werk wurde 1933 uraufgeführt. Es blieb dann aber jahrelang beinahe unbemerkt, bis Dietrich Fischer-Dieskau und das Juilliard String Quartet es 1967 wieder zur Aufführung brachten und es auch auf Schallplatte aufnahmen. Seit den 1980er Jahren wurde und wird es in regelmäßigen Abständen aufgenommen und von namhaften Sängern gesungen.
Eine Aufführung des Notturno dauert ca. 45 Minuten.

## Diskografie
- 1968: Juilliard Quartet und Dietrich Fischer-Dieskau (Columbia Records)
- 1987: Berner Streichquartett mit Niklaus Tüller (Accord)
- 1989: Amati Quartett mit Kurt Widmer (Atlantis)
- 1992: Cherubini-Quartett mit Dietrich Fischer-Dieskau (EMI Classics)
- 1995: Quatuor Stanislas mit François Le Roux (Gallo)
- 1995: Carmina Quartett mit Olaf Bär (Denon)
- 2003: Minguet Quartett mit Klaus Mertens (New Classical Adventure)
- 2009: Rosamunde Quartett mit Christian Gerhaher (ECM Records GmbH)
- 2013: Leipziger Streichquartett mit Stephan Genz (MDG Gold)